# Josh Ritter

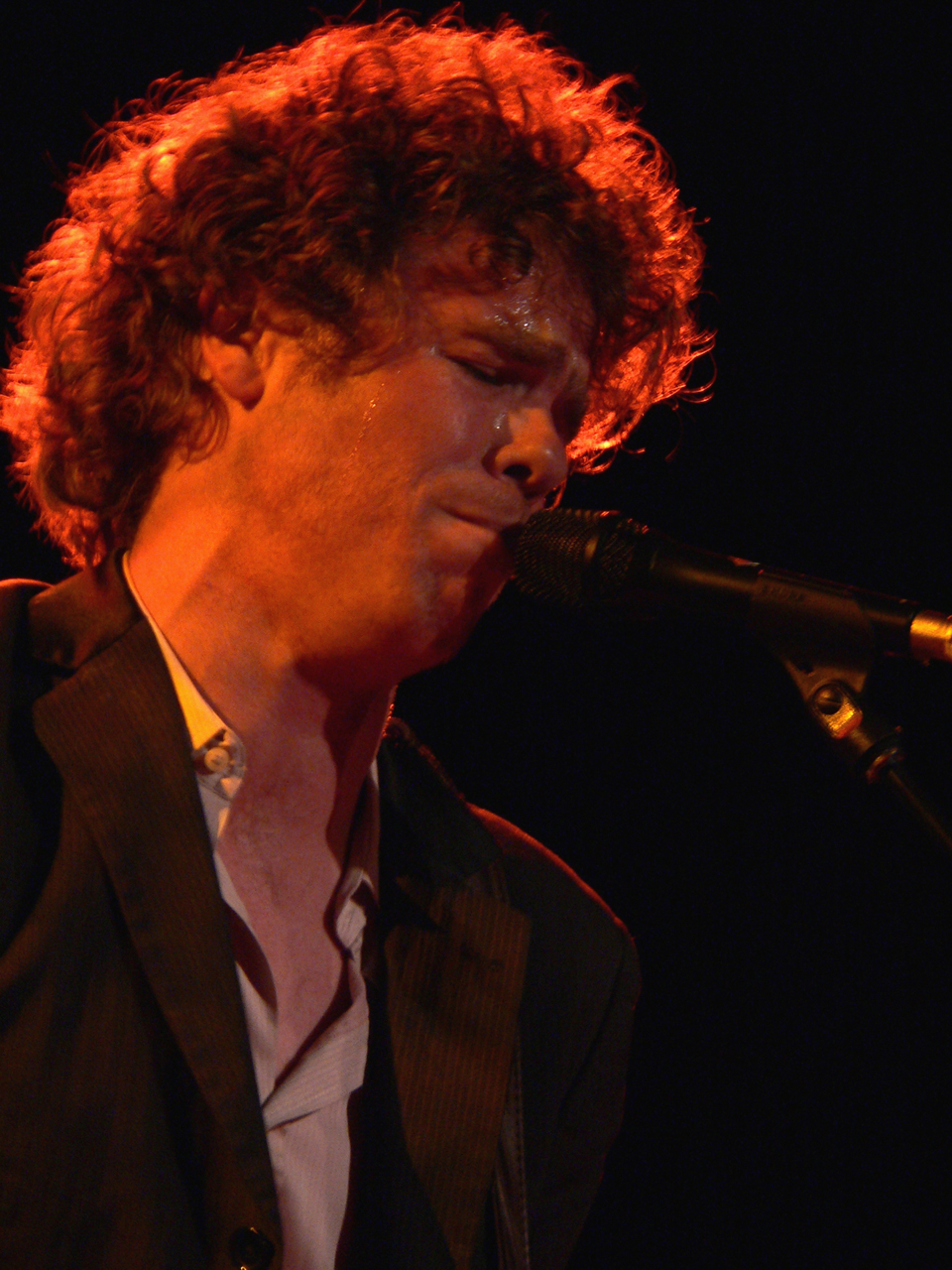
Josh Ritter en concierto.

Josh Ritter (Moscow, 21 de octubre de 1976) es un cantautor y guitarrista estadounidense que actúa y graba con The Royal City Band. Ritter es conocido por su distintivo estilo Americana y sus letras narrativas. En 2006 fue nombrado uno de los "100 Mejores Compositores Vivos" por la revista Paste.

## Primeros años
Ritter nació y creció en Moscú, Idaho, una ciudad universitaria en el noroeste del estado. Como adolescente, después de oír a Johnny Cash y Bob Dylan cantar “Girl from the North Country” en el disco  Nashville Skyline de sus padres, intenta escribir canciones en un laúd que su padre había construido, antes de abandonar el laúd y comprar su primera guitarra en K-Mart.
Ritter se graduó el Instituto de Moscú en 1995 y asistió al Oberlin College en Ohio para estudiar neurociencia. A la edad de 21 años Josh grabó su primer álbum Josh Ritter en un estudio de grabación en el campus. Después de graduarse, Josh se trasladó a Escocia para asistir seis meses a la School of Scottish Folk Studies. Josh volvió a Idaho por unos cuantos meses, antes de trasladarse a Providence, Rhode Island y luego a Somerville, Massachusetts, donde hace trabajos provisionales. Durante este tiempo, Ritter vendió copias de su álbum y era apoyado por Glen Hansard y su banda The Frames, quién le invitó a regresar con ellos a Irlanda. Como una señal temprana de su éxito futuro, Ritter encontró en el viaje a Irlanda, que su álbum se vendía particularmente bien allí. Con el dinero de las ventas, Ritter fue finalmente capaz de dejar su trabajo de día y dedicarse en exclusiva a la música.

## Carrera
Un año y un medio después de publicar Josh Ritter, Ritter grabó su segundo álbum Golden Age of Radio por $1,000 dólares y lo autopublicó. El álbum se grabó en tres estudios diferentes: Soundgun en Filadelfia, Electric Cave en New Hampshire, y el estudio del sótano de un amigo. Mientras promocionaba Golden Age of Radio conoce a Jim Olsen, jefe del sello independiente Sounds, quién le ofreció remasterizar y volver a publicar el álbum, después de oír tocar a Ritter. La canción "Me & Jiggs" fue posteriormente publicada como sencillo en Irlanda, donde Ritter se convertía en un éxito de boca en boca, primero abriendo los conciertos para The Frames y después liderando sus propios espectáculos. Su tercer registro, Hello Starling, producido por guitarrista de Frames Dave Odlum, debutó en el Núm. 2 en las listas irlandesas.

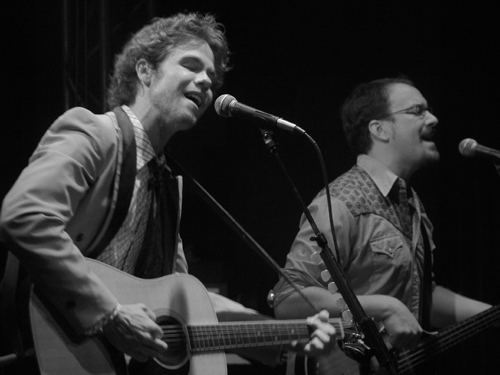
Ritter, a la izquierda, en concierto con el bajista Zack Hickman

En 2003, Ritter compartió cartelera con los French Kicks en Sepomana, el festival de música anual producido por WRMC 91.1 FM. Ritter y Ron Sexsmith encabezaron el Friday night singer-songwriter event en el Hotel Viking en el Festival de Folk de Newport de 2004. Él también apareció en Oxegen 2005 y ha compartido cartel con artistas como Joan Báez, quién más tarde publicó su propia versión de la canción de Ritter "Wings" en su álbum Acordes Oscuros en una Gran Guitarra. Firma por la etiqueta británica V2 Records en 2005 y Hello Starling fue de nuevo publicado. También empezó a actuar haciendo un dúo crossover con la violinista clásica Hilary Hahn en 2005.
En 2006, Ritter publicó su cuarto álbum The Animal Years. 2006 también vio la publicación de su primer DVD y álbum en vivo In The Dark - Live at Vicar Street qué fue grabado en dos noches en mayo de 2006. Ritter publicó su quinto álbum, Las Conquistas Históricas de Josh Ritter en 2007. Tanto The Animal Years como Las conquistas Históricas recibieron una cálida recepción crítica con Stephen King que considera a The Animal Years el mejor álbum de 2006 en su columna para Entertainment Weekly.
Ritter volvió a publicar su segundo y tercer álbumes, Goldel Age of Radio y Hello Starling, en abril de 2009 y enero de 2010, respectivamente. Cada álbum fue presentado como una edición de lujo de dos discos. Estas ediciones contienen ambas el álbum de estudio original así como versiones acústicas de todas las pistas originales, vivos, remezclas, canciones de bonificación y fotos inéditas. Las ediciones también presentan las notas escritas por seguidores de Ritter como Dennis Lehane y Cameron Crowe.
En otoño de 2009 Ritter actúa con Love Canon String Band, donde reinterpreta sus canciones con una banda compuesta de banjo, contrabajo, mandolina y guitarra. Esta gira incluye tres noches en Whelan Dublín. En 2009, Ritter también proporcionó la banda sonora para la película documental Typeface, de Kartemquin Films.
Su sexto álbum, So Runs the World Away, fue publicado en abril de 2010 en Irlanda y en mayo de 2010 en todo el mundo. La versión de vinilo del álbum tuvo una publicación más temprana, en abril de 2010, como parte de celebraciones del Día de la Tienda de Discos. El registro de vinilo vino empacado con una versión de CD del álbum también. Para promover el álbum antes de su publicación, Ritter hizo que una de las canciones, "Cambio de Tiempo", estuviera libremente disponible en línea. La canción también apareció en el episodio del 23 de marzo de 2010 de la serie televisiva Parenthood y en el tráiler para la película de 2011 de Natalie Portman, La Otra Mujer.
En febrero de 2011 Ritter reestrenó The Animal Years  en vinilo y como una edición de lujo de dos discos en CD. La edición contiene el álbum de estudio original así como una versión acústica del álbum. El disco de bonificación incluye cuatro tomas adicionales, dos vídeos, nueva presentación y notas del autor Tom Ricks.
Durante su tour de 2011, Josh Ritter publicó un EP de material inédito de las sesiones de grabación de So Runs the World Away, titulado To the Yet Unknowing World. Ritter empezó el streaming del EP como libre en su sitio web así como lo hizo disponible para compra digital, en febrero de 2011.  A continuación Ritter y su banda continuaron su extensa gira en soporte de So Runs the World Away visitando América y Europa. Durante su visita europea en abril de 2011, Ritter publicó su tercer álbum en vivo, Live at The Iveagh Gardens. La edición limitada de dos CD y un DVD es un registro en vivo de la actuación de Ritter, de 21 canciones, en ese local de Dublín el 18 de julio de 2010.

## Vida personal
Josh Ritter se casó con Dawn Landes, una música amiga, en Branson, Misuri el 9 de mayo de 2009. En febrero  de 2011 Ritter anunció su separación El 11 de noviembre de 2012, la pareja actual de Josh, la autora Haley Tanner, dio nacimiento a su primera niña, Beatrix Wendylove Ritter. Tanner es la autora del libro Vaclav y Lena.  Tanner y Ritter poseen una casa juntos en Woodstock, Nueva York.
Aparte de la música, Ritter también tiene interés en escribir. Ritter ha reclamado a muchos escritores diferentes como influencias en sus canciones y en su trabajo de ficción. Algunos de sus autores favoritos son Flannery O'Connor, Philip Roth, y Dennis Lehane (quien escribió el intro para la edición de lujo de Hello Starling). El título de su sexto álbum, So Runs the World Away, proviene de un verso del tercer acto del Hamlet de Shakespeare. La novela de Ritter, Bright's Passage, fue publicada por Dial Press en junio de 2011. Ritter ha dicho de la novela, "Además de mis canciones, Bright's Passage, es el primer trabajo que he querido dar a conocer ".

## The Royal City Band
Miembros:
- Josh Ritter – Vocales, guitarra
- Zack Hickman – Bajos, guitarra, tuba, cuerdas
- Sam Kassirer – Piano, teclados, órgano, acordeón
- Austin Nevins – Guitarra, lap steel, barítono
- Liam Hurley – Batería, percusión

## Discografía

### Álbumes
- Josh Ritter (1999, self-released)
- Golden Age of Radio (2000, re-released 2002, Deluxe Edition 2009)
- Hello Starling (September 9, 2003, re-released 2005, Deluxe Edition 2010)
- The Animal Years (March 20, 2006 in UK, April 11, 2006 in US, Deluxe Edition 2011)
- The Historical Conquests of Josh Ritter (August 21, 2007 in US, October 1, 2007 in UK)
- So Runs the World Away (April 17, 2010 in US (Vinyl Release – Record Store Day), April 23, 2010 in Ireland, May 4, 2010 in U.S./World)
- The Beast in Its Tracks (March 5, 2013)[30]
- Sermon on the Rocks (October 16, 2015)[31]
- Gathering (2017)

### Álbumes en vivo
- In The Dark – Live At Vicar Street – Live Album/DVD (November 24, 2006 in Ireland, February 5, 2008 in U.S.)
- Live at the 9:30 Club (April 19, 2008)
- Josh Ritter & The Royal City Band, Live at The Iveagh Gardens (April 2011)
- Josh Ritter: Live at the Record Exchange (2006)
- Josh Ritter: Live volume 1, Somerville theater, Somervile, Mass (March 2014)

### EP
- Me & Jiggs EP (2002 in Ireland only)
- Come & Find Me EP (2002)
- 4 Songs Live EP (February 22, 2005)
- Good Man EP (August 18, 2006, Ireland only)
- Girl In The War EP (August 29, 2006 on iTunes, November 27, 2006 in UK)
- Live at The Record Exchange EP (January 30, 2007)
- To the Yet Unknowing World (February 8, 2011)
- Bringing in the Darlings (February 21, 2012, February 17, 2012 in Ireland)

### Sencillos
- "Hello Starling (Snow Is Gone)" (May 31, 2004, UK single)
- "Bright Smile" (2004, Irish single)
- "Man Burning" (2004, Ireland promo-only single)
- "Thin Blue Flame" (2005, US promo-only single)
- "Girl in the War" (April 11, 2006)
- "Lillian, Egypt" (May 29, 2006, UK single)
- "Wolves" (July 25, 2006, promo only)
- "Mind's Eye" (October 15, 2007)
- "Right Moves" (December 17, 2007)
- "Empty Hearts" (March 31, 2008)
- "Real Long Distance" (May 5, 2008)
- "Change of Time" (March 16, 2010)
- "Lantern" (2010)
- "Joy To You Baby" (December 11, 2012)
- "Getting Ready To Get Down" (September 17, 2015)
- "Homecoming" (December 9, 2015)

### Otras contribuciones
- Sweetheart: Love Songs (2004, Hear Music) – "Tonight You Belong To Me" (featuring Blake Hazard)
- Americana 2004 (2004, Uncut Magazine) - "Wings"
- Acoustic 05 (2005, Echo) – "Kathleen"
- The Cake Sale (2006, Oxfam Ireland, Yep Roc Records) – "Vapour Trail"
- Acoustic 07 (2007, V2 Records) – "Girl in the War"
- House M.D. Original Television Soundtrack (2007, Nettwerk) – "Good Man"
- 1% For The Planet, The Music (Vol. 1) (2010, One Percent for the Planet) – "Great Big Mind"
- Broken Hearts & Dirty Windows: Songs of John Prine (2010, Oh Boy Records) – "Mexican Home"
- The Music Is You: A Tribute to John Denver (2013, ATO/Sony Music) – "Darcy Farrow"[32]
- Link of Chain: A Tribute to Chris Smither (2014, Signature Sounds) – "Rosalie"[33][34]